# 德塞梅膜
德塞梅膜又稱后弹力层（posterior elastic lamina）、后界层（posterior limiting lamina），是位於角膜基質和角膜內皮間的基底膜（透明均质膜），由胶原原纤维和基质组成。
德塞梅膜由構成角膜內皮的單層鱗狀上皮細胞分泌，其成分為第 IV 型和 VIII 型膠原蛋白，為內皮層的基底膜。内皮层位于角膜的后部。后弹力膜作为内皮层的基底膜，由构成角膜内皮层的单层鳞状上皮细胞分泌。

## 構造
出生時厚度約 3μm ，成人可厚達 8–10μm。
角膜內皮是單層鱗狀細胞，覆蓋在面向前房的角膜表面。

## 歷史
此膜以法國醫生讓·德塞梅 (Jean Descemet) (1732–1810) 的名字命名。

## 相關疾病
研究發現德塞梅膜增厚會導致福斯角膜内皮角膜營養不良，那是一種角膜內皮退化疾病。這種疾病會導致角膜基質水腫，以至視力喪失。